# Alain Dick
Alain Dick (* 28. Juli 1939) ist ein französischer Diplomat.

## Biografie
Dick wurde 1961 in die französische Armee nach Algerien eingezogen. Von 1962 bis 1966 absolvierte er ein Masterstudium am Graduate Institute of International Studies in Genf. Anschließend arbeitete er von 1966 bis 1972 als Analyst und Fondsmanager an der Wall Street. Von 1972 bis 1982 war Dick Investment Officer am UNO-Hauptquartier. Von 1982 bis 1992 war er stellvertretender Protokollchef des UN-Generalsekretärs. Von 1992 bis 2000 war er Stabschef des Direktors des Büro der Vereinten Nationen in Genf. 2002 wurde Dick Protokollchef der Übergangsverwaltung der Vereinten Nationen für Osttimor. Von 2004 bis 2010 vertrat er Osttimor bei den Vereinten Nationen in Genf. Ab 2010 war Dick Berater des osttimorischen Präsidenten José Ramos-Horta. Er lehrte an der Universität Lyon III, an der New York University, an der Universität Paris-Nanterre und an der Universität Clermont-Ferrand.
Dick wohnt in Divonne-les-Bains.